# اجرای خودسرانه قانون
اجرای خودسرانه قانون یا اجرای خودسرانه عدالت عمل پیشگیری، بازجویی و مجازات جرایم و جنایات مشاهده‌شده بدون مجوز قانونی است.